# Nadel der Kleopatra (London)

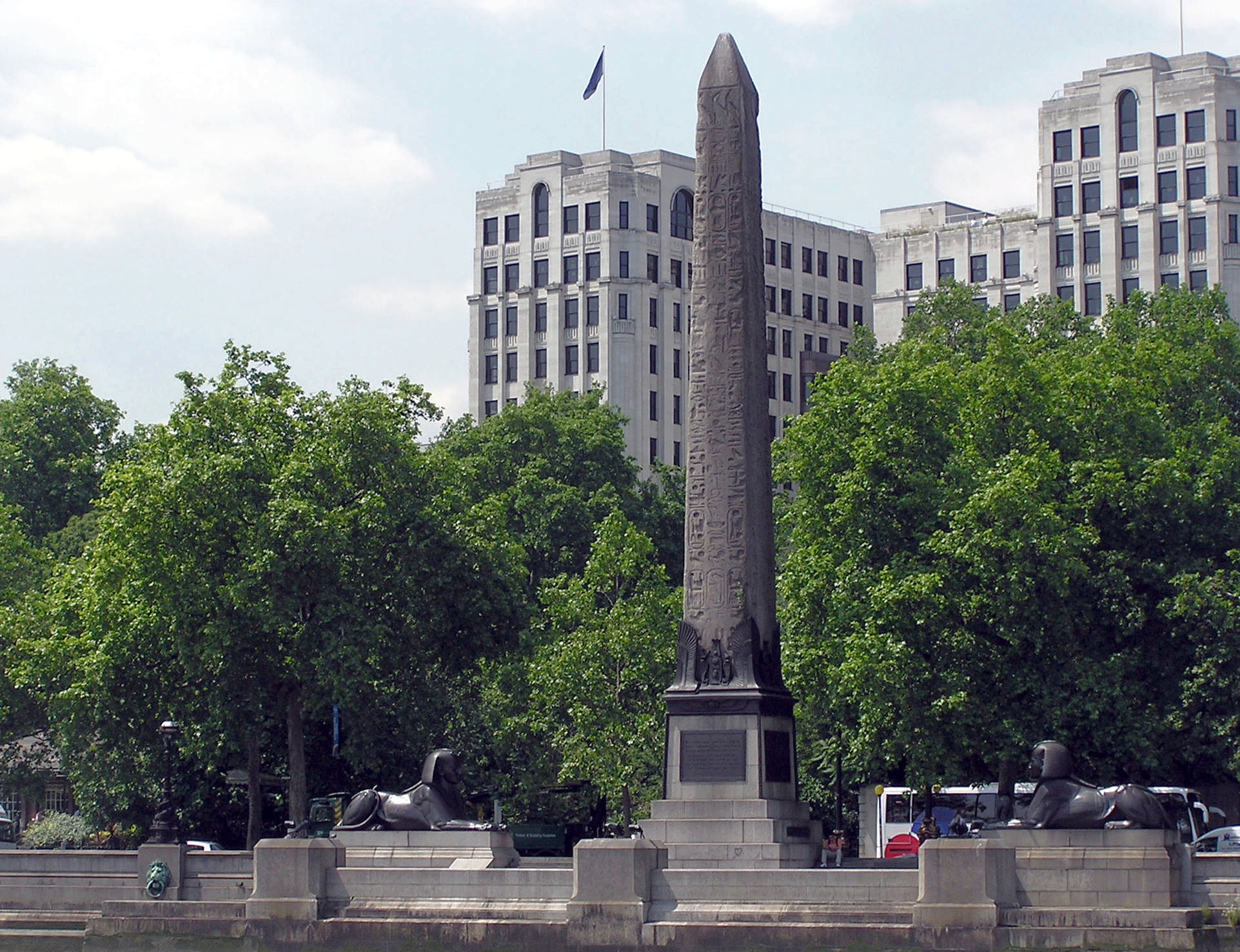
Der Obelisk Nadel der Kleopatra in London,
im Hintergrund das New Adelphi Building

Die Nadel der Kleopatra in London ist einer von zwei altägyptischen Obelisken, der heute in der Nähe der Golden Jubelee Bridges und der U-Bahn-Haltestelle Embankment im Bezirk Westminster am Victoria Embankment der Themse in London steht. Der Obelisk kam 1820 als Dank für militärische Unterstützung Englands als Geschenk des in Ägypten herrschenden Muhammad Ali Pascha zur Krönung von Georg IV. an das englische Königshaus. 1878 wurde er in London aufgestellt. Der Obelisk ist ein Monolith aus Rosengranit. Er wurde in Aswan gehauen und ist mit Hieroglyphen beschriftet. Zusammen mit dem Exemplar im New Yorker Central Park werden beide als Nadeln der Kleopatra (Cleopatra’s Needles) bezeichnet.

## Beschreibung
Wie auch andere Obelisken, ist die Nadel der Kleopatra ein Monolith mit quadratischem Querschnitt. Sein Gewicht beträgt etwa 186 t. Er ist 20,90 m hoch, misst an der Basis 2,30 m und verjüngt sich nach oben hin auf eine Breite von 1,40 m, um dann an der Spitze in ein Pyramidion überzugehen. Letzteres war ursprünglich mit einer Goldlegierung (Elektron) überzogen. Die unteren Kanten des Obelisken sind abgerundet.
An allen Seiten wurden dreispaltig in vertikaler Anordnung Hieroglyphen versenkt eingemeißelt. Sie sind an drei der vier Seiten vergleichsweise gut erhalten, da der Obelisk während seiner Zeit in Alexandria umgestürzt war. Danach lange Zeit unter einer Sandschicht begraben, war er vor Witterungseinflüssen durch die sandige und salzige Luft gut geschützt.

## Geschichte

### In Ägypten
Der Obelisk stammt aus den Steinbrüchen des heutigen Assuan im Süden Ägyptens. Nachdem die Obelisken in einem Stück aus den Felsen geschlagen worden waren, wurden sie 1500 km (1200 km Luftlinie) stromabwärts über den Nil transportiert, um sie nach On (Heliopolis) zu bringen. Dort wurden beide Obelisken zu Ehren des Pharao Thutmosis III. um 1450 v. Chr. vor dem Sonnentempel aufgerichtet. Sie waren zunächst nur mit der mittleren Spalte auf allen vier Seiten mit Hieroglyphen zu Ehren des Thutmosis III. beschriftet. Die beiden äußeren Spalten wurden 200 Jahre nach ihrer Errichtung auf allen vier Seiten durch Ramses II. ergänzt. In On (Heliopolis) stand das Obeliskenpaar rund 1400 Jahre.
Unter der Herrschaft des römischen Kaisers Augustus wurden die beiden Monumente im Jahr 13 v. Chr. in Heliopolis abgebaut und im 200 km entfernten Alexandria vor dem Caesarium als Zierobjekte und Tor zum Mittelmeer wieder errichtet. Der genaue Zeitpunkt ihrer Aufstellung ist durch eine Inschrift „18. Jahr des Kaiser Augustus“ in den von den Römern aufgestellten bronzenen Stützfüßen bekannt.
Man vermutet, dass die Verlegung der Obelisken durch Kleopatra VII. noch vor ihrem Tod veranlasst wurde, da sie das Caesarium zu Ehren von Julius Cäsar und Marcus Antonius in Auftrag gegeben haben soll. Daher sind sie bis in die heutige Zeit als Kleopatras Nadeln bekannt. Wie lange der Umzug von Heliopolis nach Alexandria gedauert hat, ist nicht bekannt. Es wird davon ausgegangen, dass der Obelisk im Jahr 1301 durch ein starkes Erdbeben niedergestürzt ist. Dass er umgefallen war, wurde erstmals von dem Reisenden George Sandys im Jahr 1610 schriftlich dokumentiert.

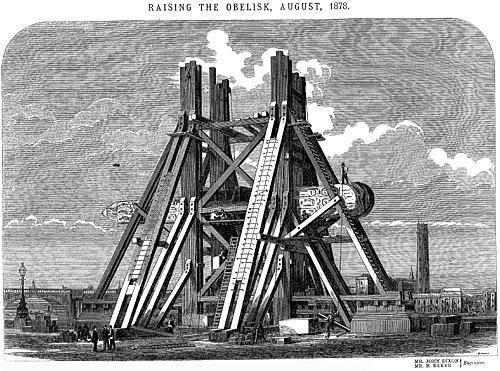
Vorbereitungen zur Aufstellung des Obelisken in London; Journal Engineering vom 16. März 1877

### In Europa
Im Jahr 1820 wurde der Obelisk von Muhammad Ali Pascha, der als Machthaber vom Osmanischen Reich eingesetzt worden war, als diplomatisches Geschenk dem Königshaus von England vermacht. Zunächst blieb der Obelisk jedoch in Ägypten, da die Engländer die Transportkosten nicht tragen wollten, bis er 1877 mit Hilfe der Finanzierung durch den englischen Chirurgen und Mäzen Erasmus Wilson (1809–1884) und nach Planung des Ingenieurs Waynman Dixon nach England verfrachtet werden konnte.

### Politik und Fremdherrschaft der Neuzeit

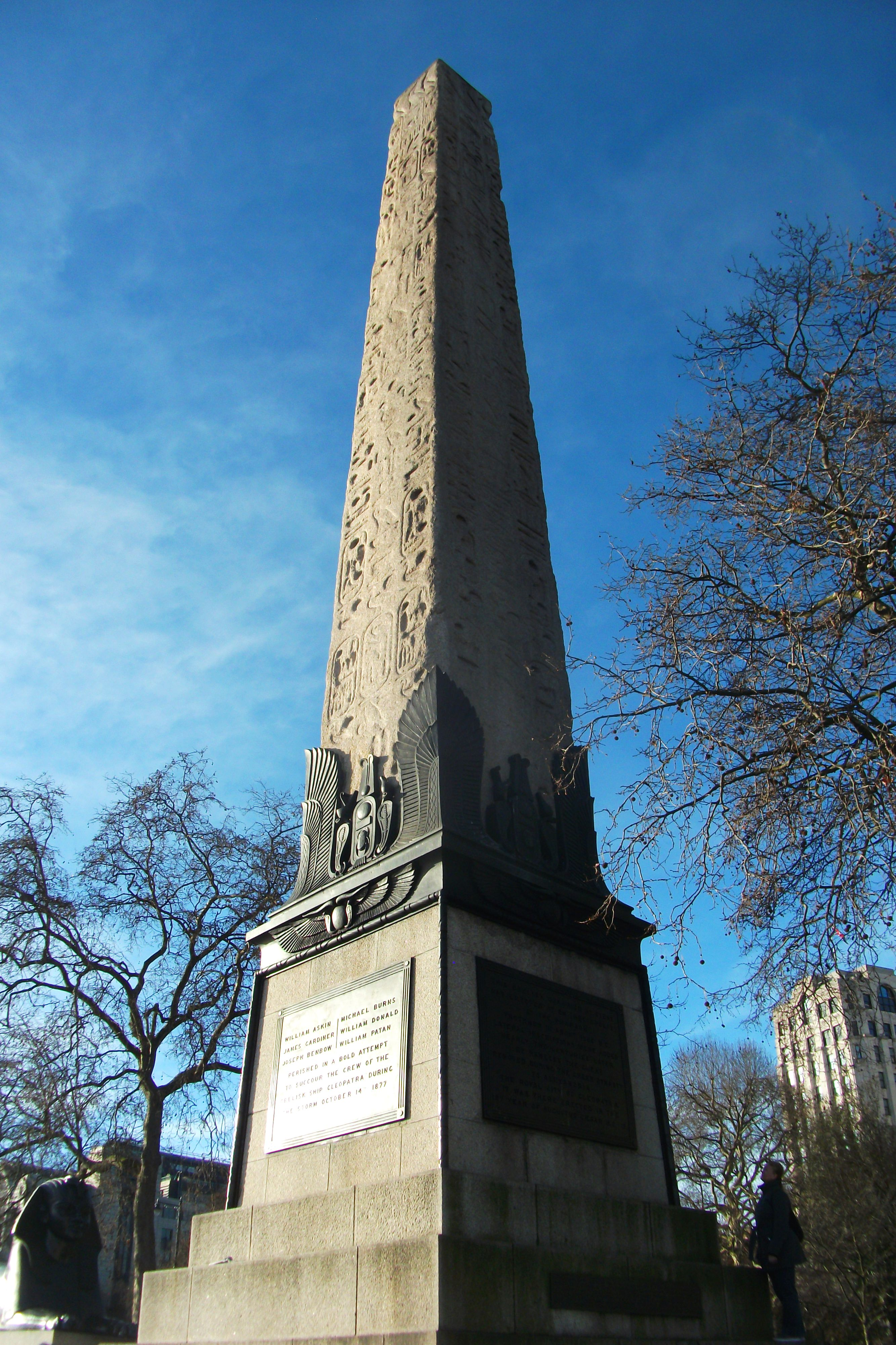
Nadel der Kleopatra

Ägypten befand sich zwischen 1517 und 1882 unter der Herrschaft des Osmanischen Reiches. Nachdem Napoleon Bonaparte an die Macht gekommen war, breitete sich Frankreich durch kriegerische Handlungen auf dem europäischen Festland wie auch dem Mittelmeerraum aus. Durch die Besetzung Maltas 1798 war Englands strategische Position im Mittelmeer geschwächt, und Frankreich übernahm die Vorherrschaft. Kurz darauf begannen die Franzosen einen Feldzug nach Ägypten und drängten die Osmanen in Ägypten zurück. England bot dem Osmanischen Reich militärische Unterstützung und entsandte Truppen nach Ägypten.
Am 1. August 1798 landete Admiral Nelson 15 Meilen entfernt von Alexandria bei Abukir und schlug die Franzosen in der Seeschlacht bei Abukir. Auf dem Festland kamen die französischen Truppen bis an die Grenze Syriens, wo sie von englischen Truppen wieder zurückgedrängt wurden. Der Kampf um die Vorherrschaft in Ägypten zog sich über drei Jahre hin, bis im März 1801 der englische General Ralph Abercromby mit 15000 Mann in Abukir landete und die französischen Truppen nach Alexandria zurückdrängte. Ralph Abercromby starb im Kampf, und wenige Monate später kapitulierten die französischen Truppen. Nach Abzug der Franzosen traten die Engländer die ägyptischen Gebiete wieder an das Osmanische Reich ab und hinterließen nur ein kleines Kontingent an Soldaten unter Befehl des Earl von Cavan, dessen Truppen die beiden heute als „Kleopatras Nadeln“ bezeichneten Obelisken entdeckten.

### Interesse an einer Trophäe
Das Vorhaben der Franzosen, die Obelisken nach Frankreich zu transportieren, gab den ersten Impuls zur Idee, einen der Obelisken nach England zu bringen, um den Sieg über Frankreich zu zelebrieren und um Horatio Nelson, General Ralph Abercromby, wie auch der gefallenen Truppen zu gedenken. Dieses Vorhaben wurde von den osmanischen Machthabern bereitwillig genehmigt und Pläne wurden ausgearbeitet. Lord Cavan appellierte an den Nationalstolz seiner Truppenmitglieder und überzeugte sie, eine Verfrachtung des Obelisken mitzufinanzieren und das Projekt umzusetzen. Alle erklärten sich bereit, das Vorhaben auszuführen, sodass mit kollektiven Geldern die zurückgelassene französische Fregatte „El Corso“ gekauft werden konnte. Diese sollte über einen für diesen Zweck angefertigten steinernen Steg durch eine Öffnung im Bug mit dem Obelisken beladen, dann fixiert und so nach England gebracht werden. Während der Arbeiten von Lord Cavans Truppen wurde das Unterfangen durch den Befehl der englischen Oberbefehlshaber der in Ägypten stationierten Truppen, Lord Keith und General Fox, gestoppt. Lord Keith befürchtete, dass die Mission schiefgehen könnte und mit dem Verlust des Obelisken Schande über das englische Königreich kommen würde.
Im Jahr 1805 wurde Muhammad Ali von der osmanischen Zentralregierung als Machthaber für Ägypten eingesetzt und zum Pascha ernannt. Um seine politischen Beziehungen zu stärken, wandte dieser sich 1811 an den englischen Konsul Samuel Brigs, um zu erfahren, wie er der britischen Krone unter König George III. seinen Dank für die militärische Hilfestellung während der französischen Besetzung verdeutlichen könne. Samuel Brigs schlug den umgestürzten Obelisken in Alexandria als Präsent vor. Im Jahr 1820 schenkte Muhammad Ali Pascha daraufhin den Obelisken als Zeichen der politischen Freundschaft und zur Krönung von König George IV. dem englischen Königshaus. Die Geste wurde zwar dankend angenommen, und es wurde auch schon über einen möglichen Standort (gegenüber dem Cotton House, der Residenz von König George IV. als Prince of Wales) nachgedacht. Jedoch schreckten die errechneten Kosten von 15000 Pfund für den Transport ab, und das Vorhaben wurde auf Eis gelegt. Trotzdem gab es immer noch vereinzelt Interesse an der Überführung des Obelisken nach London. Im Jahr 1822 wurde beispielsweise ein Entwurf von Captain William Henry Smith ausgearbeitet und präsentiert, zu dem Muhammad Ali Pascha seine Hilfe anbot, indem er einen Steg für das Vorhaben finanzieren wollte. Nachdem es bis 1831 immer noch keine Fortschritte gab, den Obelisken nach England zu holen, schenkte Muhammad Ali Pascha den Obelisken erneut zur Krönung von König William IV. dem Königshaus. Hierzu bot er an, den Obelisken auf eigene Kosten auf ein von den Briten gesandtes Schiff zu laden.
In der Zwischenzeit übergab Muhammad Ali Pascha einen Obelisken an Frankreich zur Verbesserung der Beziehungen zwischen beiden Staaten. Dies stieß in England auf Empörung, und es wurde versucht, an den Patriotismus zu appellieren. 1832 versuchte Joseph Hume von der Opposition mit dem Argument eines Gesichtsverlusts Englands gegenüber Frankreich vergeblich, das englische Königshaus davon zu überzeugen, die Initiative zu ergreifen und den Obelisken zu holen. Frankreich transportierte seinen Obelisken für umgerechnet etwa 80.000 Pfund nach Paris.
Weitere Versuche blieben erfolglos, obwohl immer wieder mögliche Standorte für den Obelisken vorgeschlagen wurden, wie etwa im Jahr 1840 der Trafalgar Square. Das Interesse stieg unter der Whig-Regierung, scheiterte aber wieder an den Kosten. Im Jahr 1867 kaufte der griechische Kaufmann Giovanni Demetrio das Grundstück, auf dem sich der Obelisk befand, der ägyptischen Regierung ab. Er hatte vor, es zu bebauen, und suchte nach Möglichkeiten, den Obelisken zu entfernen. Er verklagte den ägyptischen Staat, der kein Interesse daran zeigte, den Obelisken zu entfernen, und drohte, ihn zu zerlegen und zu entsorgen. Daraufhin ergriff der Offizier James Alexander die Initiative. Mit Hilfe des Ingenieurs Dusan entwarf er ein Transportkonzept, das in der Zeitschrift The Engineer veröffentlicht wurde. Daraufhin wurde ihm das „Thames Embankment“ von dem „Metropolitan Board of Works“ angeboten. Jedoch fehlte es immer noch an Geldern, um das Projekt zu finanzieren. Über zehn Jahre hinweg versuchte er immer wieder, Interesse an seiner Mission zu erwecken. Da Muhammad Ali Pascha inzwischen verstorben und Ismail Pascha als Khedive an seine Stelle getreten war, gab es Zweifel daran, ob das Angebot des Pashas, für die Kosten der Verladung des Obelisken aufzukommen, überhaupt noch bestand. Daher reiste James Alexander 1875 nach Ägypten, um sich über den Stand einer entsprechenden Genehmigung zu informieren. In einer Audienz bei dem herrschenden Khedive wurde ihm versichert, dass jenes Angebot noch bestehe. Das erweckte großes Interesse innerhalb der englischen Bevölkerung. Die Einzelheiten des erneut angesteuerten Projektes müssten jedoch mit dem Inhaber des Grundstücks geklärt werden. Daraufhin verabredete er sich mit dem griechischen Geschäftsmann Giovanni Demetrio, der zunächst unwillig erschien. Denn seine Klage gegen den ägyptischen Staat war noch nicht entschieden. Bei einem erneuten Treffen ließ er sich jedoch zu einer Zusage bewegen und versprach, dem Vorhaben nicht im Weg zu stehen.
James Alexander wurde während seines Aufenthaltes in Ägypten dem Ingenieur Waynman Dixon vorgestellt, der für Ausgrabungsarbeiten vor Ort war. Dieser schlug erstmals das Konzept mit einem zylindrischen Körper als Transportbehälter vor und zeichnete in Korrespondenz mit seinem Bruder John Dixon hierzu erste Skizzen. James Alexander kehrte nach England zurück und versuchte, mit Hilfe der zugesagten Abmachung nochmals für die Mission zu werben. Er fand viel Begeisterung in der Bevölkerung, aber die Regierung weigerte sich weiterhin, Gelder zur Verfügung zu stellen. Er suchte zusammen mit seinem Freund Alderaan Cotton nach privaten Sponsoren. Per Zufall erwähnte James Alexander sein bisher erfolgloses Vorhaben gegenüber seinem Freund, dem Chirurgen, Dermatologen und Mäzen, Professor William James Erasmus Wilson (1809–1884). Wilson zeigte sofort großes Interesse an der Bergung des Obelisken und erklärte sich bereit, die nötigen Gelder bereitzustellen. Daraufhin präsentierte Wilson die bisherigen Pläne zur Bergung seinem Freund, dem Ingenieur Henry Palfrey Stephenson (1826–1890), mit der Bitte, einen geeigneten  Plan herauszusuchen. Sie entschieden sich für den Plan der Brüder John und Waynman Dixon. Wilson traf sich mit John Dixon, um über Einzelheiten und die Finanzierung zu sprechen. John gab an, dass er 7.000 Pfund für die Umsetzung benötige. Wilson bot ihm 10.000 Pfund unter der Bedingung, dass das Projekt innerhalb von zwei Jahren abgeschlossen würde; sonst habe James Alexander die Kosten selbst zu tragen. Am 30. Januar 1877 wurde der Vertrag unterschrieben.

### Das Schiff „Cleopatra“
Die „Cleopatra“ war ein eigens für den Transport des Obelisken angefertigtes Transportschiff, benannt nach ihrer zu transportierenden Fracht. Entworfen wurde sie von John und Waynman Dixon. Sie hatte die Form eines Zylinders mit flach zulaufenden Enden. Die Gesamtlänge betrug 28 Meter, der Durchmesser 4,5 Meter. Insgesamt war sie 300 Tonnen schwer. Sie wurde aus Schmiedeeisen gefertigt und um den Obelisken herum zusammengesetzt. Der Bauauftrag ging im März 1877 an „Thames Iron Works“. Die Fertigung geschah unter Aufsicht des Seefahrtsarchitekten Mackinson. Circa sechs Monate nach Beginn der Herstellung waren die Bauteile zur Verschiffung nach Alexandria bereit. Das Gewicht des Obelisken sollte dem Schiff ein Aufrichtmoment geben. Auf dem Zylinder waren zwei Kajüten, ein Mast und ein langer Steg installiert. Auch besaß er ein eigenes Steuerruder. Während des Baus vor Ort waren die Ingenieure John und Waynman Dixon, Benjamin Baker und der Vorarbeiter George Double (1840–1916), sowie der zukünftige Kapitän der „Cleopatra“, Henry Carter, anwesend.

### Verladung des Obelisken

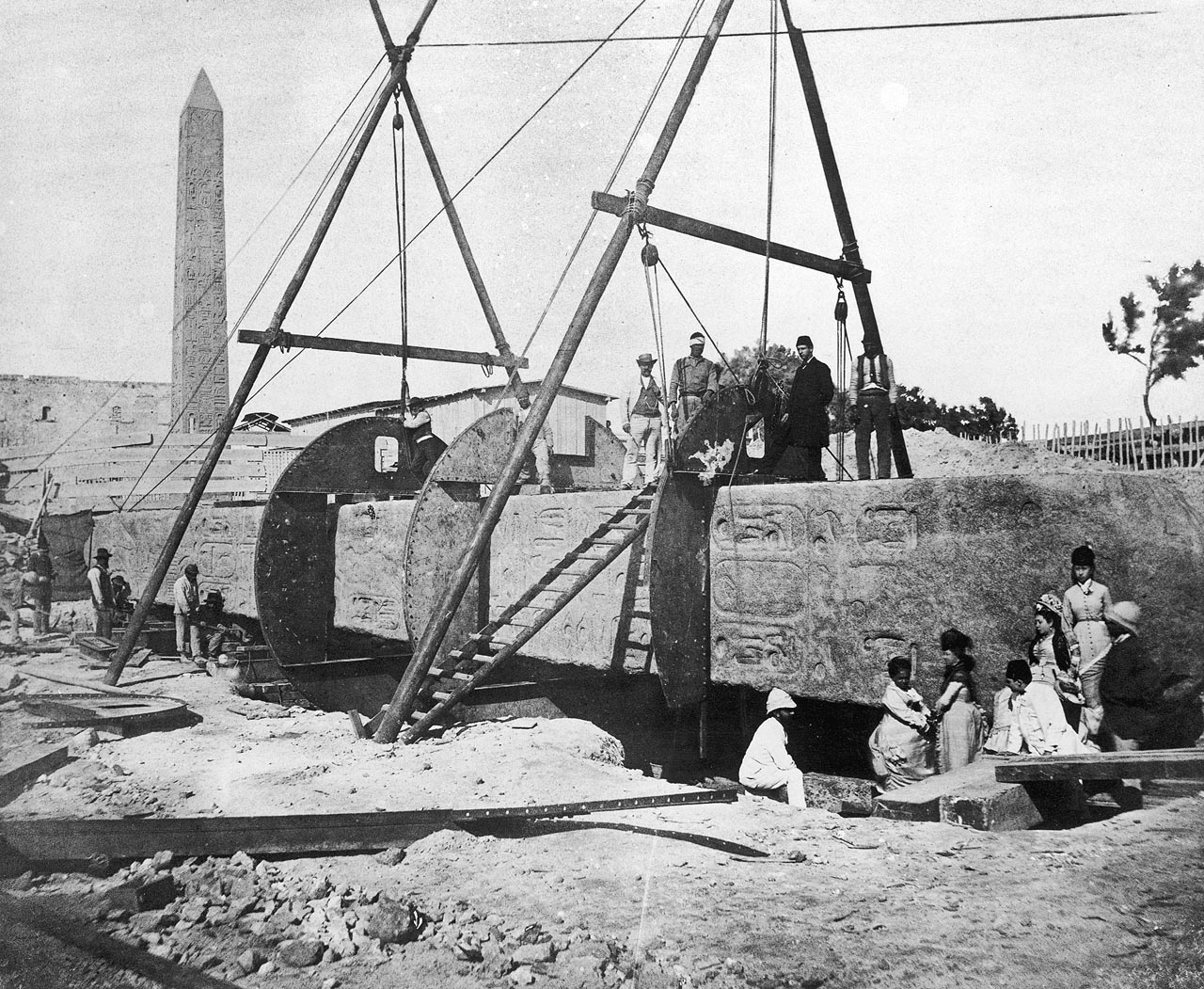
Der Obelisk wurde zur Verschiffung sorgfältig verpackt

Vor Ort wurde der Obelisk zunächst mit Hilfe von hydraulischen Pressen angehoben, parallel zum Meer ausgerichtet und mit Hilfe von Hölzern verkeilt. Damit der Zylinder, der um den Obelisken gelegt werden und den Körper des Schiffs ausbilden sollte, ins Meer gerollt werden konnte, wurde die Strecke bis zum Meer begradigt und von Sand und Hindernissen befreit. Um den Obelisken herum wurden Wände für eine Flutkammer gebaut und die einzelnen Teile der Schalung installiert. Der Obelisk saß etwas unterhalb der Mittelachse des Zylinders, um ein Rollen beim Schwimmen zu vermeiden, und die Schalung wurde mit Holz ummantelt, um Beschädigungen am Schwimmkörper zu verhindern. Dann wurden Schienen auf der Oberseite befestigt, um trotz des tiefen Schwerpunktes das Ins-Wasser-Rollen durch ein Gegengewicht zu ermöglichen.

### Start ins Meer und Reise ins Vereinigte Königreich
Um den fertig zusammengesetzten Torso der „Cleopatra“ ins Wasser zu lassen, wurden Stahlseile um den Zylinder gewickelt, um sie mit Hilfe von im Meer verankerten Winden ins Rollen zu bringen. Es stellte sich heraus, dass die Verankerung nicht stabil genug war und nur über den Meeresboden schleifte. Deswegen wurden Schleppschiffe eingesetzt, um das Schiff ins Wasser zu ziehen. Nach dem ersten Tag war der Zylinder erst bei circa drei Fuß im Wasser. Am Folgenden Tag wurde er weiter gezogen, ließ sich bei einer Tiefe von 7 Fuß jedoch nicht mehr bewegen. Nach genauerer Untersuchung wurde festgestellt, dass ein aus dem Sand ragender Mauerrest ein Loch in den Zylinder gestoßen hatte. Da vergessen wurde, die Klappen der Flutkammern zu schließen, hatte sich das gesamte Schiff mit Wasser gefüllt. Erste Versuche scheiterten, die Nadel wieder zu befreien, bis dann auf Anweisung von John Dixon eine Plattform mit Gewichten beschwert und vor der „Cleopatra“ auf den Meeresgrund gesenkt wurde. Darauf wurden hydraulische Pressen angebracht, die den Schiffskörper stemmten und ihn so weit zurückdrehten, bis das Leck aus dem Wasser ragte und geflickt werden konnte. Danach wurde das Wasser abgepumpt und der Mauerrest entfernt. Anschließend wurde das letzte Stück mit Leichtigkeit überwunden, da die „Cleopatra“ ab acht Fuß schwamm. Schließlich wurde sie von Schleppern in den Hafen von Alexandria gebracht, wo sie für ihre Reise präpariert wurde, indem das Schiff mit Deck, Ruder und Kajüten ausgestattet wurde.
Am 21. September 1877 stach die „Cleopatra“ im Schlepptau des Frachtdampfers „Olga“ in See. Anfangs hielten die Schiffe guten Kurs und wurden am 27. September 10 Meilen vor der Küste von Malta gesichtet. Vom 7. bis zum 8. Oktober hielten die Schiffe in Gibraltar, um die Kohlevorräte der „Olga“ aufzufüllen.
Am 15. Oktober geriet das Gespann in der Bucht von Biscaya in einen Sturm, und die „Cleopatra“ geriet in Seitenlage. Sechs Seeleute der „Olga“ starteten in einem Boot eine Rettungsaktion, bei der sie aber ertranken. Ihre Namen sind auf einer der vier Tafeln am Sockel des Obelisken vermerkt. Während der Suche nach den Seeleuten wurde die „Cleopatra“ aufgegeben und die Verbindungstaue wurden gekappt.
Kurz darauf wurde die „Cleopatra“ von dem Dampfschiff „Fitzmaurice“ gefunden und geborgen. Die „Olga“ setzte die Fahrt alleine fort und kam am 17. Oktober in Falmouth an. Währenddessen war die „Cleopatra“ bereits in der Nähe des Hafens von Ferrol angetrieben worden. John Dixon machte sich sofort auf den Weg, um eine Genehmigung für eine erneute Suche zu bekommen. Daraufhin erreichten ihn die Neuigkeiten, dass die „Cleopatra“ bereits am Tag des Verlustes gefunden und geborgen worden war. Der Kapitän der Fitzmaurice, Evans, forderte 5000 Pfund Finderlohn für die Bergung, woraufhin ein Rechtsstreit ausbrach. Die Fracht wurde geschätzt, und es mussten 2000 Pfund an Captain Evans und seine Crew gezahlt werden. Am 19. Dezember wurden die Arbeiten wieder aufgenommen und es wurde ein Vertrag mit dem neuen Schleppschiff „Anglia“ von Wiliam Watkins abgeschlossen. Am 15. Januar stach das Schleppschiff in See, und das Gespann kam am 21. Januar in London an. Bei der Ankunft des Obelisken war dessen Standort noch nicht bestimmt worden, worauf eine hölzerne Replik gebaut wurde, um die Wirkung an den verschiedenen Standorten besser einschätzen zu können. Letztlich entschied man sich für das Thames Embankment, das heutige Victoria Embankment, ehemals ein Hafen für die Öffentlichen Fährschiffslinien. Das hatte den Vorteil, dass keine Befestigungsarbeiten der Fläche vorgenommen werden mussten. Während dieser Zeit konnte die „Cleopatra“ tagsüber besichtigt werden und es wurden Broschüren zum Obelisken verkauft. Die „Cleopatra“ selbst wurde nach Abschluss der Arbeiten abgewrackt.

## Zur Errichtung

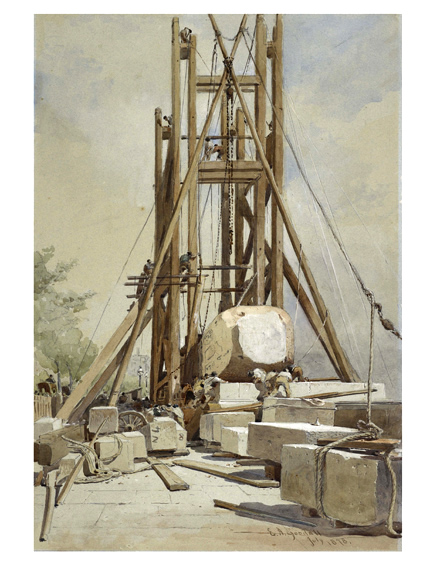
E. A. Goodall: Erection of Cleopatra’s Needle. 1878

Zunächst wurden ein Fundament und ein Sockel am finalen Ort errichtet. Dann wurde die „Cleopatra“ bei Flut an die Stufen des Victoria Embankment gebracht, dort zerlegt und anschließend Stück für Stück mit Hilfe von hydraulischen Pressen nach oben auf das Plateau des Embankments gehoben. Um den liegenden Obelisken wurde ein Holzgerüst erbaut. Anschließend wurde der Obelisk über Schienen, die an den Hauptstützen der Konstruktion vertikal in die Höhe führten, ebenfalls von Hydraulischen Pressen in der waagerechten Position nach oben bewegt. In dieser Position angekommen, wurde er unter Beobachtung mehrerer tausend Schaulustigen am 11. September 1878 umgeschwenkt und am Folgetag abgesetzt. Ohne weitere Befestigungen blieb der Obelisk an diesem Ort stehen, da er nach Berechnungen durch sein Gewicht und Schwerpunkt stabil genug stand, um selbst die heftigsten Stürme zu überstehen.

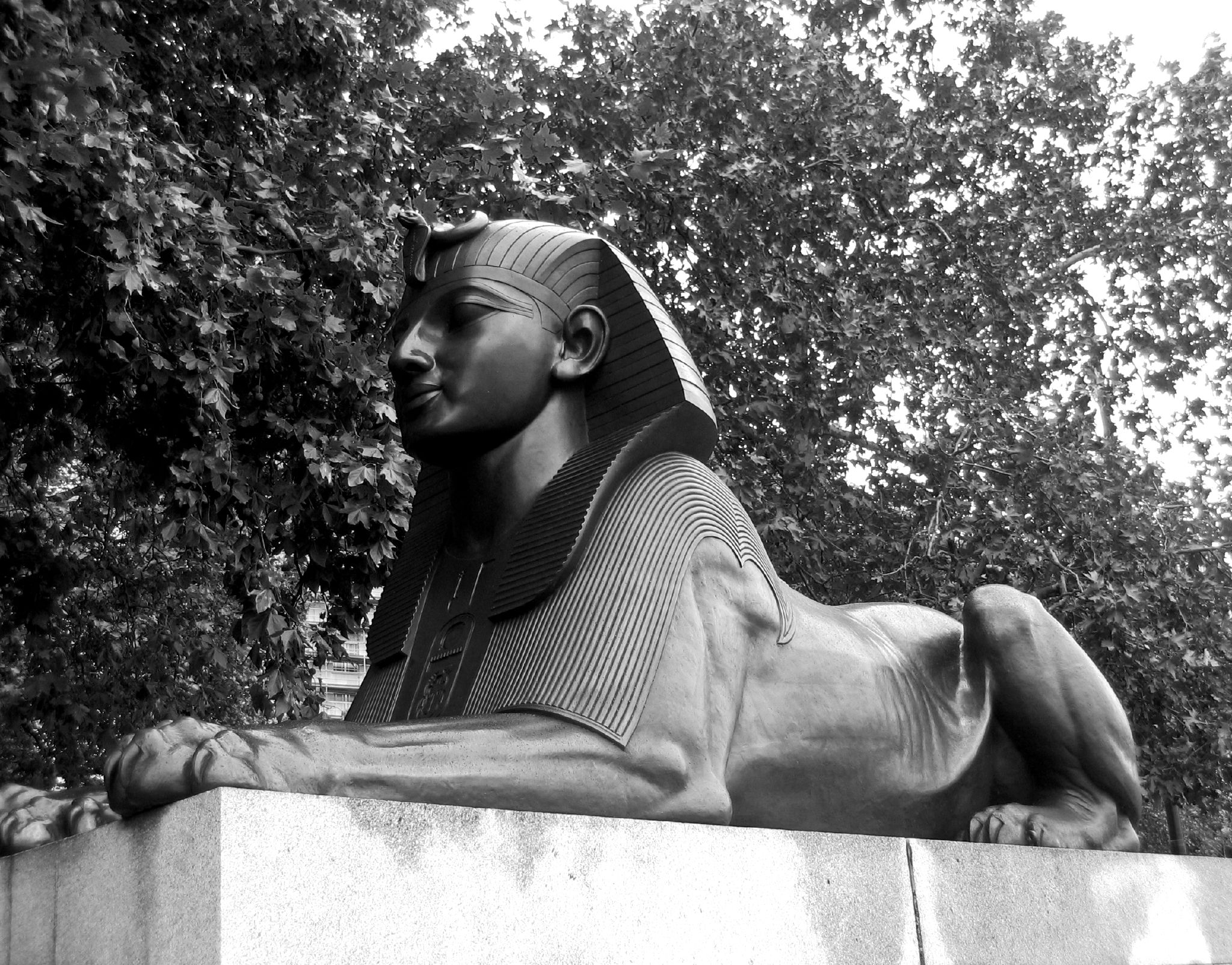
Sphinx am Sockel von Kleopatras Nadel

Um die Basis herum wurden ägyptisch anmutende Verzierungen aus Bronze angebracht, um die Kerben und die abgerundeten Ecken zu verdecken. An den Seiten wurden außerdem Bronzetafeln mit einer Beschreibung des Obelisken und zu Ehren der an der Errichtung Beteiligten montiert. Links und rechts vor dem Monument sitzen zwei Sphingen, die jeweils in Richtung des Obelisken schauen. Gegossen wurden die beiden Figuren nach einem Entwurf des englischen Architekten George John Vulliamy (1817–1886) im Jahr 1881 in den Ecclestone Iron Works in Pimlico.
Eine Tafel an einer der Plinthen erinnert an den 17. September 1917, als der Sockel des Obelisken durch Bombensplitter während eines Bombenabwurfs über London durch ein deutsches Luftgeschwader beschädigt wurde. Während des Zweiten Weltkriegs wurden Sockel und Sphinx ein weiteres Mal beschädigt.